# Hercostomus fugax
Hercostomus fugax är en tvåvingeart som först beskrevs av Friedrich Hermann Loew 1857.  Hercostomus fugax ingår i släktet Hercostomus och familjen styltflugor. Inga underarter finns listade i Catalogue of Life.